# Против Аристократа
«Против Аристократа» (др.-греч. Κατ' Ἀριστοκράτους) — речь древнегреческого оратора Демосфена, написанная в 352 году до н. э. и сохранившаяся в составе «демосфеновского корпуса» под номером XXIII. 
Речь была произнесена вскоре после того, как командир наёмников Харидем получил от афинян гражданские права. Аристократ предложил постановление, согласно которому в случае убийства Харидема его убийца подлежал аресту в любом государстве, входившем в состав Афинского союза; если же это государство поддержит преступника, оно должно быть исключено из союза. Евтикл выступил против этого предложения, заявив, что Харидема не стоит награждать и что инициатива Аристократа противоречит закону, так как предусматривает наказание без разбирательства. Демосфен написал для Евтикла речь, в которой эти два тезиса излагаются подробно.